# Barclay Goodrow
Barclay Goodrow (* 26. Februar 1993 in Toronto, Ontario) ist ein kanadischer Eishockeyspieler, der seit Juni 2024 erneut bei den San Jose Sharks in der National Hockey League unter Vertrag steht und für diese auf der Position des Flügelstürmers spielt. Mit den Tampa Bay Lightning gewann er in den Playoffs 2020 und 2021 den Stanley Cup. Zuvor verbrachte er bereits fast sechs Jahre in der Organisation der Sharks und spielte zudem drei Jahre für die New York Rangers.

## Karriere

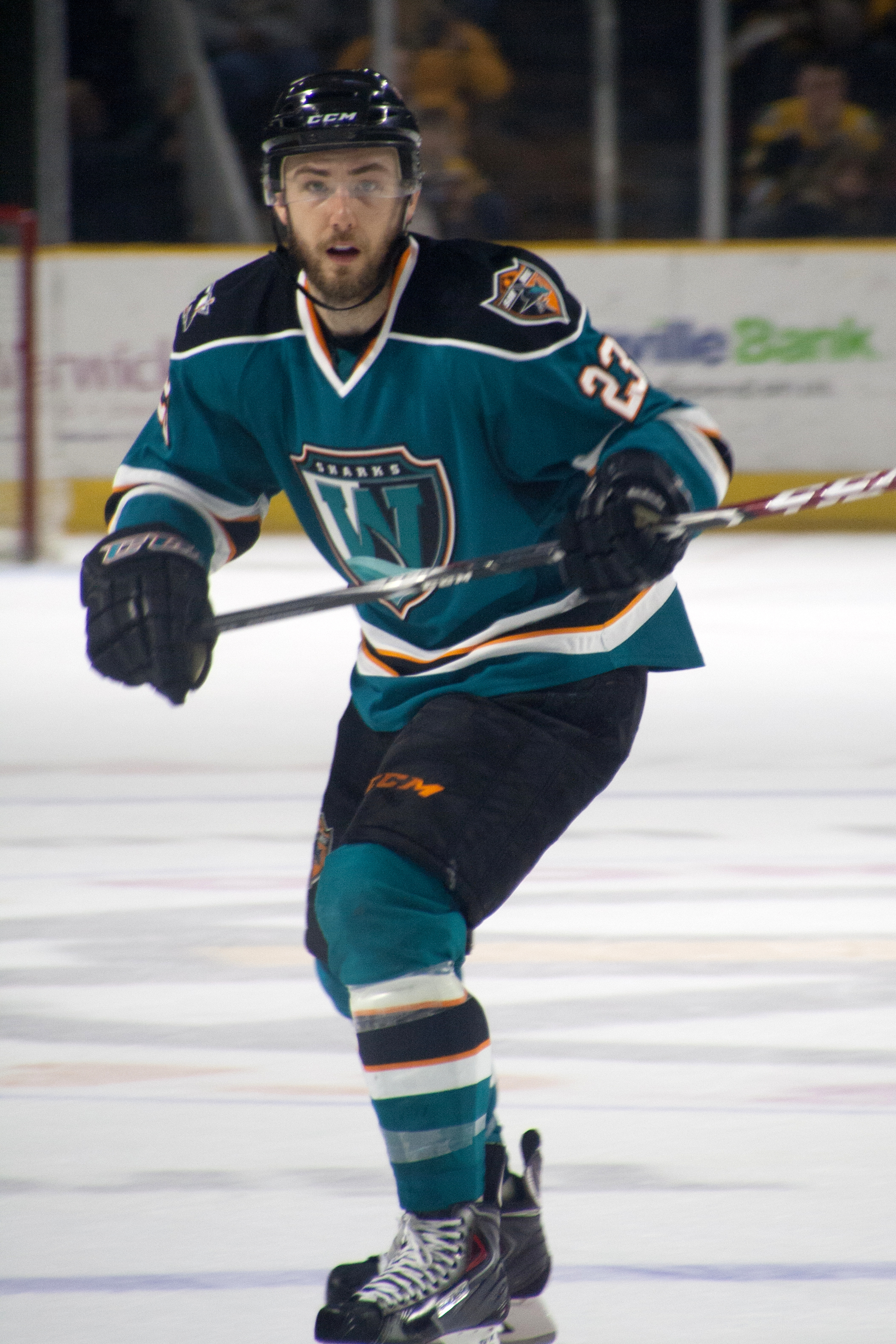
Barclay Goodrow im Trikot der Worcester Sharks

### Jugend
Barclay Goodrow wurde in Toronto geboren und wuchs im etwa 40 Kilometer entfernten Aurora auf. Sein Vater John Goodrow betrieb Canadian Football und wurde bereits von den Toronto Argonauts gedraftet, kam jedoch nicht über die Mannschaft der University of Toronto hinaus. Später arbeitete er als Buchhalter, während Barclays Mutter als Krankenschwester tätig war.
In seiner Jugend spielte Barclay Goodrow für die York Simcoe Express sowie die Villanova Knights, ehe er 2009 in der Priority Selection der Ontario Hockey League (OHL) an neunter Gesamtposition vom Brampton Battalion ausgewählt wurde. Somit lief der rechte Flügelspieler mit Beginn der Spielzeit 2009/10 in einer der drei höchsten kanadischen Juniorenligen auf, in der er in seiner Debütsaison 19 Scorerpunkte in 63 Spielen erzielte. Darüber hinaus vertrat er die U17-Nationalmannschaft Kanadas über den Jahreswechsel bei der World U-17 Hockey Challenge 2010 und errang dort mit dem Team die Silbermedaille. Seine persönliche Statistik steigerte Goodrow in den folgenden Jahren deutlich und führte das Team bereits in der Saison 2011/12 als Assistenz- sowie ein Jahr später als Mannschaftskapitän an. Trotzdem wurde der Kanadier in keinem der möglichen NHL Entry Drafts berücksichtigt, sodass er in der Spielzeit 2013/14 als Overage-Spieler in das Team, das mittlerweile nach North Bay umgesiedelt und in North Bay Battalion umbenannt wurde, zurückkehrte. In dieser Saison erreichte er mit der Mannschaft das Finale um den J. Ross Robertson Cup, wo man allerdings den Guelph Storm unterlag. Mit 14 Treffern wurde Goodrow jedoch zum besten Torschützen der Playoffs und erhielt die zweitmeisten Stimmen bei der Wahl zum besten Overage-Spieler; die Leo Lalonde Memorial Trophy ging im Endeffekt an Dane Fox.

### NHL
Mit diesen Leistungen zog er ausreichend Aufmerksamkeit auf sich, um bei den San Jose Sharks aus der National Hockey League im März 2014 einen Einstiegsvertrag zu unterschreiben. Diese gaben ihn direkt an ihr Farmteam, die Worcester Sharks, in die American Hockey League ab, wo er die Spielzeit mit vier Scorerpunkten aus sechs Spielen beendete. Die folgende Saisonvorbereitung absolvierte er im NHL-Aufgebot der Sharks und sicherte sich dort einen Platz, verpasste jedoch den Beginn der neuen Saison aufgrund einer Handverletzung, die er sich im letzten Testspiel zugezogen hatte. Insofern debütierte Goodrow erst am 30. Oktober 2014 in der NHL, blieb jedoch weiterhin fester Bestandteil des Kaders und absolvierte insgesamt 60 Spiele für die San Jose Sharks, in denen ihm vier Tore und acht Vorlagen gelangen.
Nach knapp sechs Jahren in der Organisation der Sharks wurde Goodrow im Rahmen der Trade Deadline im Februar 2020 samt einem Drittrunden-Wahlrecht im NHL Entry Draft 2020 an die Tampa Bay Lightning abgegeben. Im Gegenzug erhielt San Jose Anthony Greco sowie ein Erstrunden-Wahlrecht für denselben Draft. Mit den Lightning gewann er in den anschließenden Playoffs 2020 den Stanley Cup, bevor er diesen Erfolg mit dem Team im Folgejahr wiederholte. Anschließend gaben ihn die Lightning im Juli 2021 im Tausch für ein Siebtrunden-Wahlrecht im NHL Entry Draft 2022 an die New York Rangers ab. Dort wiederum unterzeichnete der Kanadier wenig später einen neuen Sechsjahresvertrag, der ihm ein Gesamtgehalt von etwa 21,8 Millionen US-Dollar einbringen soll.
Nach drei Jahren in New York jedoch gelangte Goodrow im Juni 2024 über den Waiver zurück zu den San Jose Sharks.

## Erfolge und Auszeichnungen
- 2010 Silbermedaille bei der World U-17 Hockey Challenge
- 2016 Teilnahme am AHL All-Star Classic
- 2020 Stanley-Cup-Gewinn mit den Tampa Bay Lightning
- 2021 Stanley-Cup-Gewinn mit den Tampa Bay Lightning

## Karrierestatistik
Stand: Ende der Saison 2024/25

### International
Vertrat Kanada bei:
- World U-17 Hockey Challenge 2010

(Legende zur Spielerstatistik: Sp oder GP = absolvierte Spiele; T oder G = erzielte Tore; V oder A = erzielte Assists; Pkt oder Pts = erzielte Scorerpunkte; SM oder PIM = erhaltene Strafminuten; +/− = Plus/Minus-Bilanz; PP = erzielte Überzahltore; SH = erzielte Unterzahltore; GW = erzielte Siegtore; 1 Play-downs/Relegation; Kursiv: Statistik nicht vollständig)